# Forsa, Nordanstigs kommun
Forsa eller Forssa är en tidigare småort i Harmångers socken i Nordanstigs kommun, Gävleborgs län, mellan Harmånger och Ilsbo. 2015 hade SCB ändrat definitionen för småorter något, varvid Forsa visade sig inte längre kvalificera sig för att kvarstå som småort.